# جغرافيا آسيا

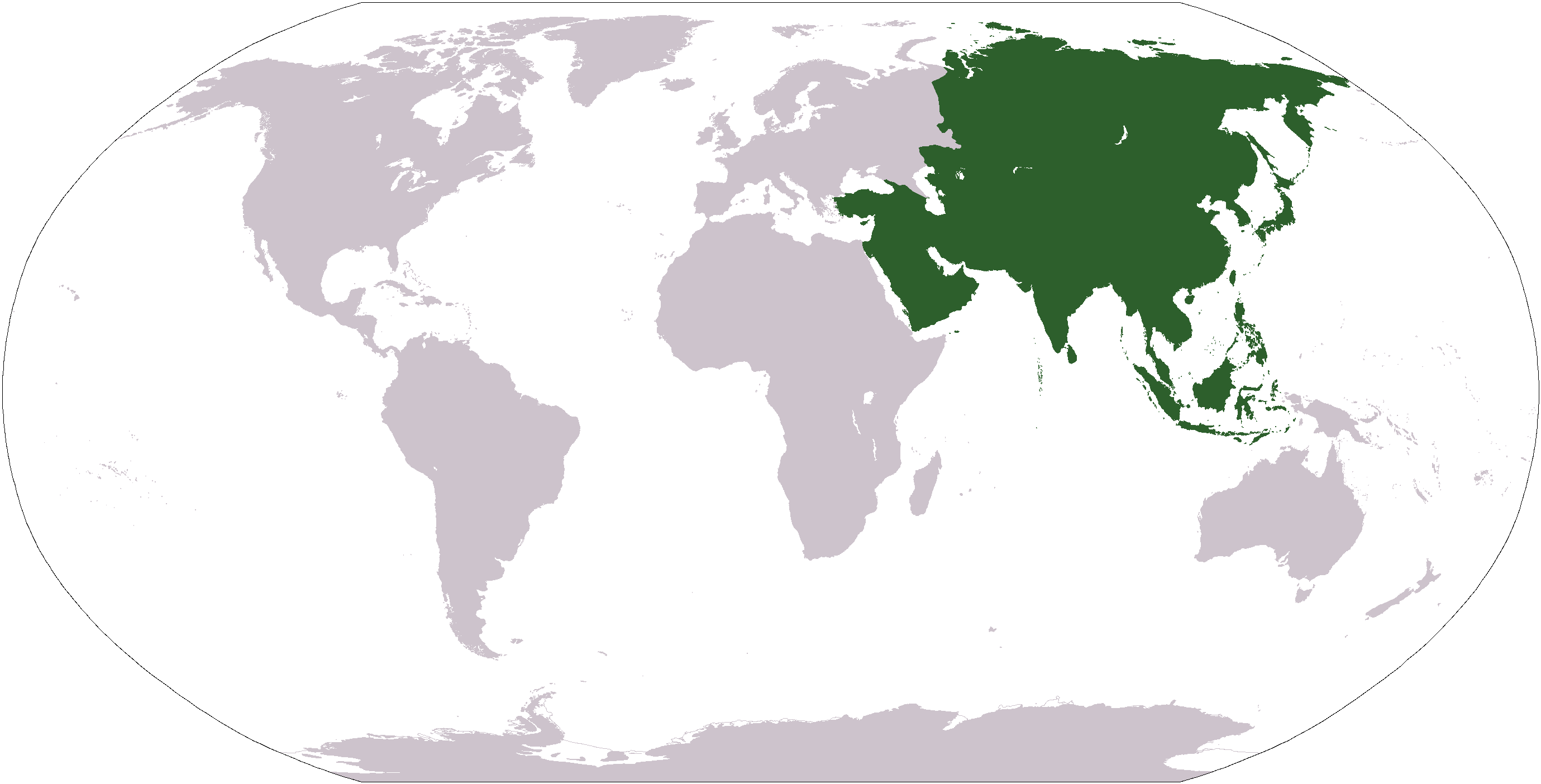
موقع قارة آسيا

آسيا هي أكبر قارة في العالم والقطعة الوسطية لأوراسيا، فيها تقريباً 50 دولة. مساحتها حوالي 43,820,000 كيلومتر مربع. آسيا تحد أفريقيا من جهة قناة السويس وتحد أوروبا بحدود طويلة من سلسلة جبال الأورال.

## الجغرافيا
تمتد آسيا من البحر الأسود غرباً إلى اليابان شرقاً، لتكون بذلك أكبر القارات على الإطلاق. وتتنوّع طبيعتها تنوّعاً كبيراً، من قمة إفرست، أعلى قمم العالم، المكسوة بالثلوج، إلى الصحراء العربية. وتمتدّ المرتفعات الجبلية عبر معظم وسط آسيا، كما تعبرها أنهار كبرى، كنهر اليانغتسي في الصين ونهر الغانج في الهند، أمّا أدنى نقاط الأرض، البحر الميت، فيقع على الحدود مع الأراضي الفلسطينية والأردن.
تحد آسيا من الشمال المحيط المتجمد الشمالي ومن الغرب أوروبا وشمال أفريقيا ومن الشرق المحيط الهادي ومن الجنوب المحيط الهندي وأوقيانيا.يقع معظم آسيا في النصف الشمالي من الكرة الأرضية ولكن القارة كلها تقع بين خطي العرض 82 درجة شمال خط الاستواء و 11 درجة جنوب خط الاستواء وبين خطي الطول 25 درجة و 170 درجة شرق خط غرينتش.
يتكون النصف الشمالي من آسيا من مناطق متماسكة لاتتوغل فيه البحار بعيدا أما المناطق الجنوبية فهي مناطق غير متماسكة بسبب توغل البحار فيها بعيدا فتكون الكثير من أشباه الجزر.تكثر الأرخبيلات، والبراكين والزلازل في الجزء الشرقي من آسيا.
تكثر الجبال والهضاب في الجنوب وجنوب غرب آسيا ففيها سلسلة جبال الهملايا في الهند أعلاها قمة إفرست، أعلى قمة في العالم ذو 8848 متر، وبينها أعلى هضبة في العالم أيضا هي هضبة التبت ذو 5000 متر.

## الفدراليّة الروسيّة
يقع الجزء الغربي من الفدراليّة الروسيّة في أوروبا، بينما يمتد الجزء الواقع شرق جبال الأورال في آسيا. وشرق الجبال هو عبارة عن منطقة مسطّحة من المستنقعات والجداول تدعى السهل السيبيري الغربي، الذي يرتفع تدريجياً نحو الهضبة السيبيرية الوسطى، ومن ثم نحو المرتفعات الجبليّة في الجنوب والشرق. وتغطّي الغابات الصنوبرية معظم هذه الأراضي. ويحتلّ الجزء الأكبر من روسيا الأوروبية السهل الأوروبيّ الشمالي. وهي منطقة مكسوة بغابات شاسعة من شجر البتولا والصنوبر، ترويها عدة أنهار كبرى، بما فيها نهر الفولجا. أمّا في أقصى الشمال فتمتدّ سهول التندرة الجليدية.

## المناخ
يسود المناخ الاستوائي جنوب شرق آسيا لوقوع هذه المناطق قريبة من خط الاستواء أما الجنوب فيسوده المناخ الموسمي وفي شبه الجزيرة العربية يكون المناخ صحراوي. المناخ المتوسطي يسود الشام والدول الآسيوية الواقعة قرب البحر الأبيض المتوسط.المناطق الشمالية من آسيا تكون ذو مناخ قاري بارد يسود المنطقة الممتدة من بحر قزوين غربا إلى وسط الصين شرقا، وأخيرا فإن المناخ القطبي يسود الأطراف الشمالية من آسيا.

## الموارد الطبيعية
من أهمها النفط والغاز الطبيعي.

## أشهر المسطحات المائية
- البحر الأحمر (مع أفريقيا)
- البحر المتوسط (مع أوروبا وأفريقيا)
- الخليج العربي يتوسط دول الخليج
- بحر قزوين
- البحر الميت في الأردن